# ITIL
A régen Itilnek nevezett folyóról részletesen a Volga szócikk ad bővebb tájékoztatást.
Az ITIL egy informatikai rendszerek üzemeltetésére és fejlesztésére szolgáló módszertan, illetve ajánlás gyűjtemény neve. A betűszó az informatikai infrastruktúra könyvtár (Information Technology Infrastructure Library) angol nyelvű rövidítése.
Az ITIL az Egyesült Királyság kormányzati beszerzésekért felelős hivatalának (Office of Government Commerce) szabványosító tevékenységeként jött létre. Jelenleg a negyedik verziónál (ITILv4 - 2019.02) tart, de jelen cikk még a harmadik verziót ismerteti.

## Struktúra
Az ITIL definíciója 5 fő kötetből illetve az ezekhez kapcsolódó kiegészítő anyagokból áll. A kötetek az alábbi folyamatokat ismertetik:
- Szolgáltatásstratégia (Service Strategy) A folyamat azonosítja azokat a (piaci) lehetőségeket, amelyeket új szolgáltatások bevezetésével ki lehetne aknázni. Az eredmény egy stratégiai dokumentum, amely felvázolja az új szolgáltatás tervezésének, megvalósításának, üzembehelyezésének és folyamatosan javuló minőségben történő nyújtásának folyamatát. A szolgáltatás bevezetése új képességekkel ruházza fel a szolgáltató céget (szervezetet), ezáltal értéknövelő szerepet tölt be. A kötet legfontosabb fejezetei a Szolgáltatás-portfólió kezelése és Pénzügyi menedzsmentje.
- Szolgáltatástervezés (Service Design) A folyamat eredményeként projekt-terv készül az előző lépésben keletkezett stratégia által felvázolt szolgáltatás konkrét megvalósítására. A terv részletezi az új szolgáltatás bevezetésének minden vonatkozását, a bevezetéshez és üzemeltetéshez szükséges támogató folyamatokkal együtt. A kötet legfontosabb fejezetei az Üzemeltetés és üzemvitel biztosítása, Kapacitástervezés valamint az Informatikai- és üzembiztonság.
- Szolgáltatáslétesítés és -változtatás (Service Transition) A megtervezett szolgáltatás létesítéséhez és a környezet módosításához szükséges folyamatok leírása. Fontos fejezetek a Változás- és verziókezelés, Konfigurációmenedzsment és Dokumentációkezelés.
- Szolgáltatásüzemeltetés (Service Operation) Az előzővel szorosan összefüggő kötet tárgyalja a szolgáltatás folyamatos és hibamentes üzemeltetéséhez szükséges folyamatokat és szervezési kérdéseket. A folyamatok garantálják a szolgáltatási megállapodásokban (SLA, Service level agreement) vállalt szolgáltatásminőséget. Legfontosabb fejezetek a Hiba- és igény- és incidenskezelés.
- Állandó szolgáltatásfejlesztés (Continual Service Improvement) c. kötet tárgyalja a szolgáltatás folyamatosan javuló minőségben nyújtásának feltételeit. Kiemelt fejezetek a Szolgáltatási szint mérése, riportolása (jelentése) és menedzsmentje c. fejezetek.

## Külső hivatkozások
- BPMN, ITIL, XML poszterek
- Az ITIL és a CMMI kapcsolata
- ITIL linkgyűjtemény